# Leska (distrikt)
Leska (bulgariska: Леска) är ett distrikt i Bulgarien.   Det ligger i kommunen Obsjtina Madan och regionen Smoljan, i den södra delen av landet, 190 km sydost om huvudstaden Sofia.
I omgivningarna runt Leska växer i huvudsak blandskog. Runt Leska är det ganska glesbefolkat, med 35 invånare per kvadratkilometer.